# Tisiphone abeona
Espèce
Tisiphone abeona est une espèce d'insectes lépidoptères de la famille des Nymphalidae de la sous-famille des Satyrinae et du genre Tisiphone.

## Dénomination
Tisiphone abeona a été nommé par Edward Donovan en 1805.
Synonymes :
- Papilio abeona Donovan, 1805 ;
- Oreas zelinde Hübner, [1808] ;
- Epinephele rawnsleyi Miskin, 1876 ;
- Tisiphone regalis Waterhouse, 1928 ;
- Enodia joanna Butler, 1866 ;
- Tisiphone aurelia Waterhouse, 1915 ;
- Tisiphone albifascia Waterhouse, 1904 ;
- Tisiphone antoni Tindale, 1947 ;

### Noms vernaculaires
Il se nomme Sword Grass Brown en anglais.

### Sous-espèces

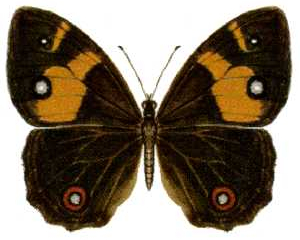
Tisiphone abeona

- Tisiphone abeona abeona (Donovan, 1805) ;
- Tisiphone abeona albifascia Waterhouse, 1904 ;
- Tisiphone abeona antoni Tindale, 1947 ;
- Tisiphone abeona aurelia Waterhouse, 1915 ;
- Tisiphone abeona joanna (Butler, 1866) ;
- Tisiphone abeona morrisi Waterhouse, 1914 ;
- Tisiphone abeona rawnsleyi (Miskin, 1876) ;
- Tisiphone abeona regalis Waterhouse, 1928[1].

## Description
C'est un grand papillon d'une envergure d'environ 60 mm. Il est de couleur marron avec une large bande jaune barrant en diagonale les antérieures et deux ocelles sur chaque aile, un gros et un plus petit, noirs centrés de bleu aux antérieures et cerclés d'orange aux postérieures

### Chenille
Les chenilles sont de couleur verte.

### Chrysalide
Les chrysalides  sont de couleur verte et ornées d'une fine ligne jaune.

## Biologie

### Plantes hôtes
La chenille se nourrit sur des plantes du genre Gahnia :Gahnia clarkei, Gahnia erythrocarpa, Gahnia melanocarpa, Gahnia radula, Gahnia sieberiana.

## Écologie et distribution
Il réside en Australie.

### Protection
Pas de statut de protection particulier.

## Philatélie
Un timbre a été émis par la poste australienne en 1991.